# Міхаель Гайніш
Міхаель Гайніш (нім. Michael Hainisch; 15 серпня 1858, Нижня Австрія, Австро-Угорщина — 26 лютого 1940, Відень, Австрія, Третій Рейх) — австрійський політик. Другий президент Австрії. Був обраний 1920 року.

## Президентство
У часи свого президентства працював на подолання тієї скрутної ситуації, що виникла в Австрії після Першої світової війни. Розвивав аграрний сектор і туризм, особливо в Альпах, заохочував електрифікацію залізниці. Схвалював торгівлю з прикордонними країнами, такими як Німеччина. Став захисником національних традицій і культури.
Деякі джерела стверджують, що він був прихильником паннімецьких ідей, пізніше підтвердив аншлюс Австрії Німеччиною (1938).
Помер у 1940 році у Відні.